# لويس ماريا بيمونتي
لويس ماريا بيمونتي (من مواليد 10 سبتمبر 1963) سياسي من حزب الشعب الإسباني. وهو عضو في كورتيس أراغون (2011، 2015–)، حيث قاد حزبه منذ عام 2019. وكان سابقًا رئيسًا لبلدية تارازونا (2007-2019) ورئيسًا للإيفاد الإقليمي لمقاطعة سرقسطة (2011، 2015).

## السيرة الشخصية
ولد بيمونتي في توديلا نافارا، ودرس القانون في جامعة سرقسطة من عام 1982 إلى 1989، لكنه لم يكمل دراسته حتى عام 2017 عندما مُنحت شهادته من جامعة الملك خوان كارلوس في مدريد. انتخب مستشارًا لمدينة تارازونا في مقاطعة سرقسطة في عام 2003، وأصبح عمدة بعد أربع سنوات ورئيس فرع المقاطعة من حزب الشعب في عام 2008. وفي عام 2011 بعد فوزه بولاية ثانية كرئيس للبلدية كان أيضًا استثمر كرئيس للوفد الإقليمي بدعم من حزب أراغون، منهية 12 عامًا من حكم حزب العمال الاشتراكي الإسباني.
تم انتخاب بيمونتي أيضًا لعضوية كورتيس أراغون في انتخابات 2011، لكنه استقال في أغسطس من نفس العام للتركيز على مناصبه الأخرى. في يونيو 2015 حصل على فترة ثالثة كرئيس للبلدية، حيث حصل حزب الشعب على 10 من 17 مقعدًا في مجلس المدينة. في وقت لاحق من نفس الشهر خسر مكتبه الإقليمي أمام خوان أنطونيو سانشيز كويرو من حزب العمال لمنصب عمدة توبيد.
في مارس 2017 انتخب بيمونتي رئيسًا لحزب الشعب في أراغون بنسبة 97.8٪ من الأصوات. في ديسمبر 2018 تم اختياره كمرشح الحزب الرئيسي لانتخابات أراغون الإقليمية لعام 2019. جاء الحزب في المرتبة الثانية، وكان سيشكل أغلبية إذا شكل اتفاقًا مع المواطنون وحزب فوكس. لم يحدث هذا حيث شكل حزب العمال للرئيس الحالي خافيير لامبان حكومة مع بوديموس. في نفس العام لم يرشح نفسه لإعادة انتخابه كرئيس لبلدية تارازونا.